# Et si tu n'existais pas
„Et si tu n'existais pas“ (на български: И ако не съществуваше) е песен на американския певец Жо Дасен, пеещ на френски, издадена в сингъла Salut / Et si tu n'existais pas през 1976 г. Изданието е записано на 7" винилова плоча.
Текстът на песента е написан от Пиер Делано и Клод Лемесл, а музиката е композирана от Тото Кутуньо е Паскуале Лосито. Dassin за първи път изпълнява песента на 20 декември 1975 г. по TF1.
През годините много изпълнители са изпълнявали свои версии на песента, вокалното дуо Лара Фабиан и Даниел Леви (албум L'Odyssée des Enfoirés, 2001), Хелен Сегара, Михал Баджор (Михал Баджор If You Didn't Exist, с думи на полски от Войчех Млинарски, албум Od Piaf do Garou,2011) и Иги Поп (албум Après, 2012).